# فوكوكا (محافظة)
محافظة فوكوكا  (باليابانية: 福岡県, فوكوكا-كين) هي إحدى محافظات اليابان تقع في جزيرة كيوشو، عاصمتها مدينة فوكوكا.

## جغرافيا
تطل محافظة فوكوكا على البحر من ثلاث جهات، ويحيط بها من البر محافظات أويتا، ساغا، وكوماموتو، وتواجه محافظتي ناغاساكي وياماغوتشي من البحر.

## توأمة
لفوكوكا (محافظة) اتفاقيات توأمة مع كل من:
- هاواي (25 سبتمبر 1981 - )[5]
- جيانغسو (4 نوفمبر 1992 - )[5]
- بانكوك (8 فبراير 2006 - )[5]
- دلهي (5 مارس 2007 - )[5]
- هانوي (22 فبراير 2008 - )[5]

## معرض صور

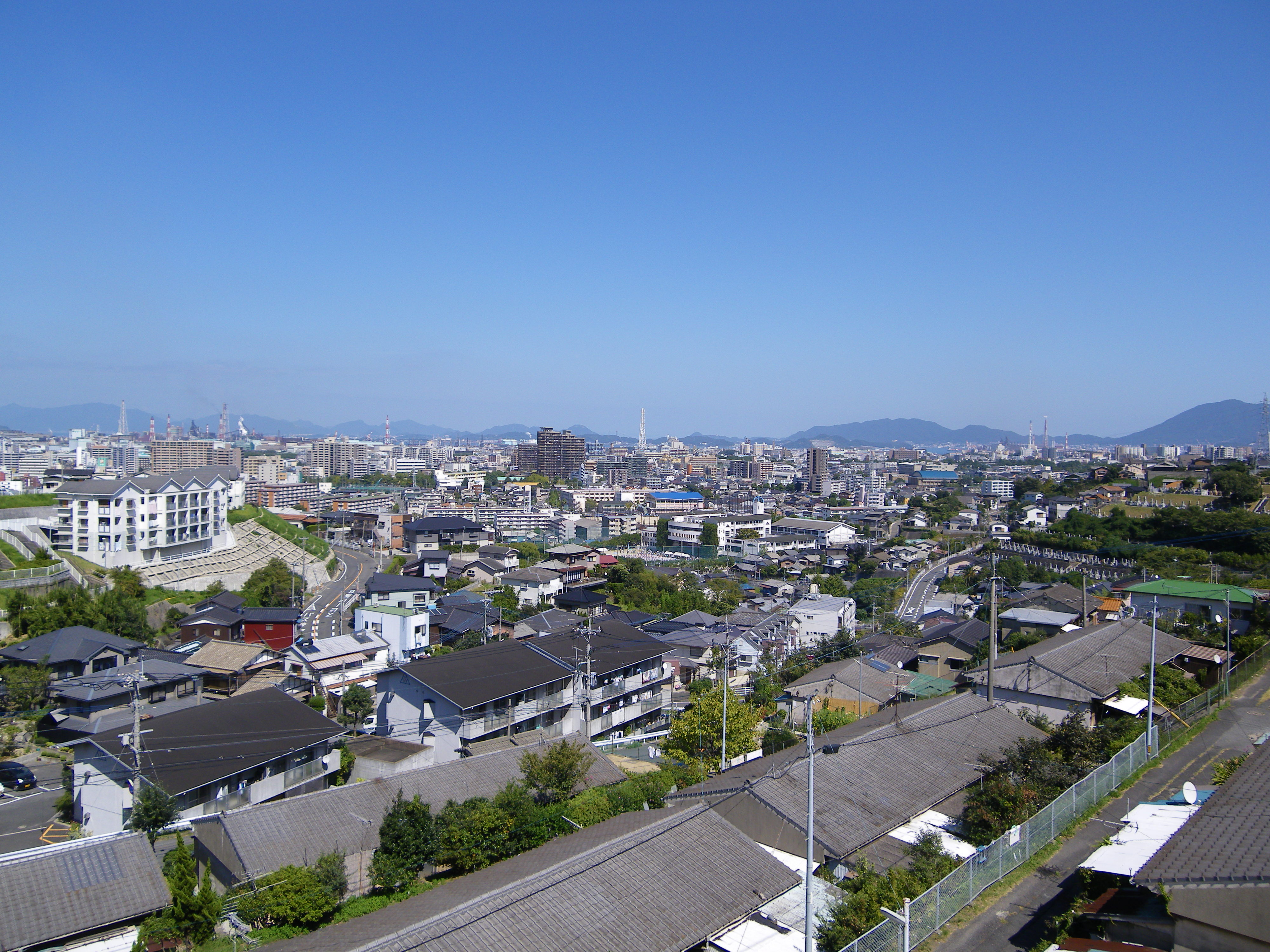
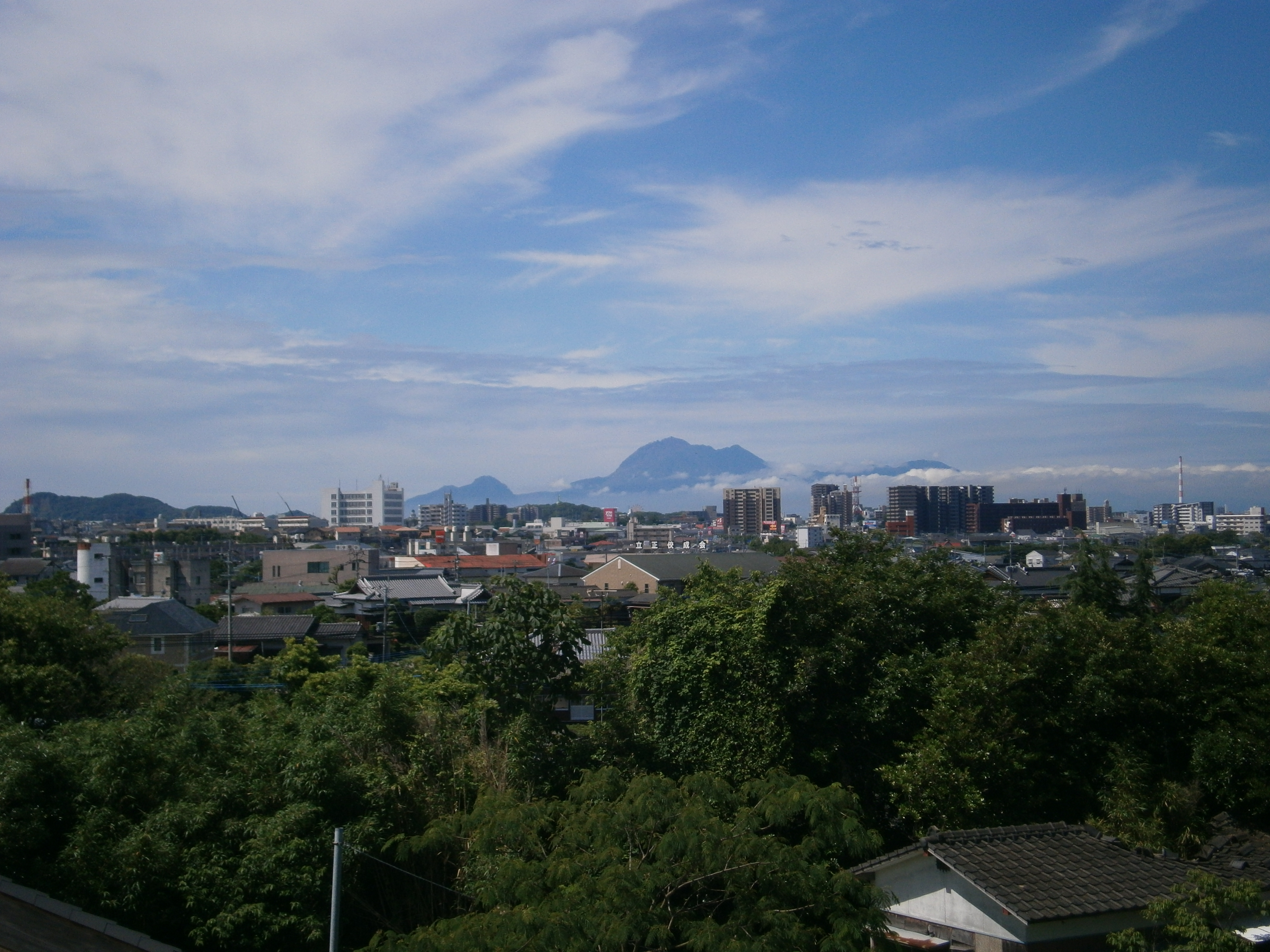
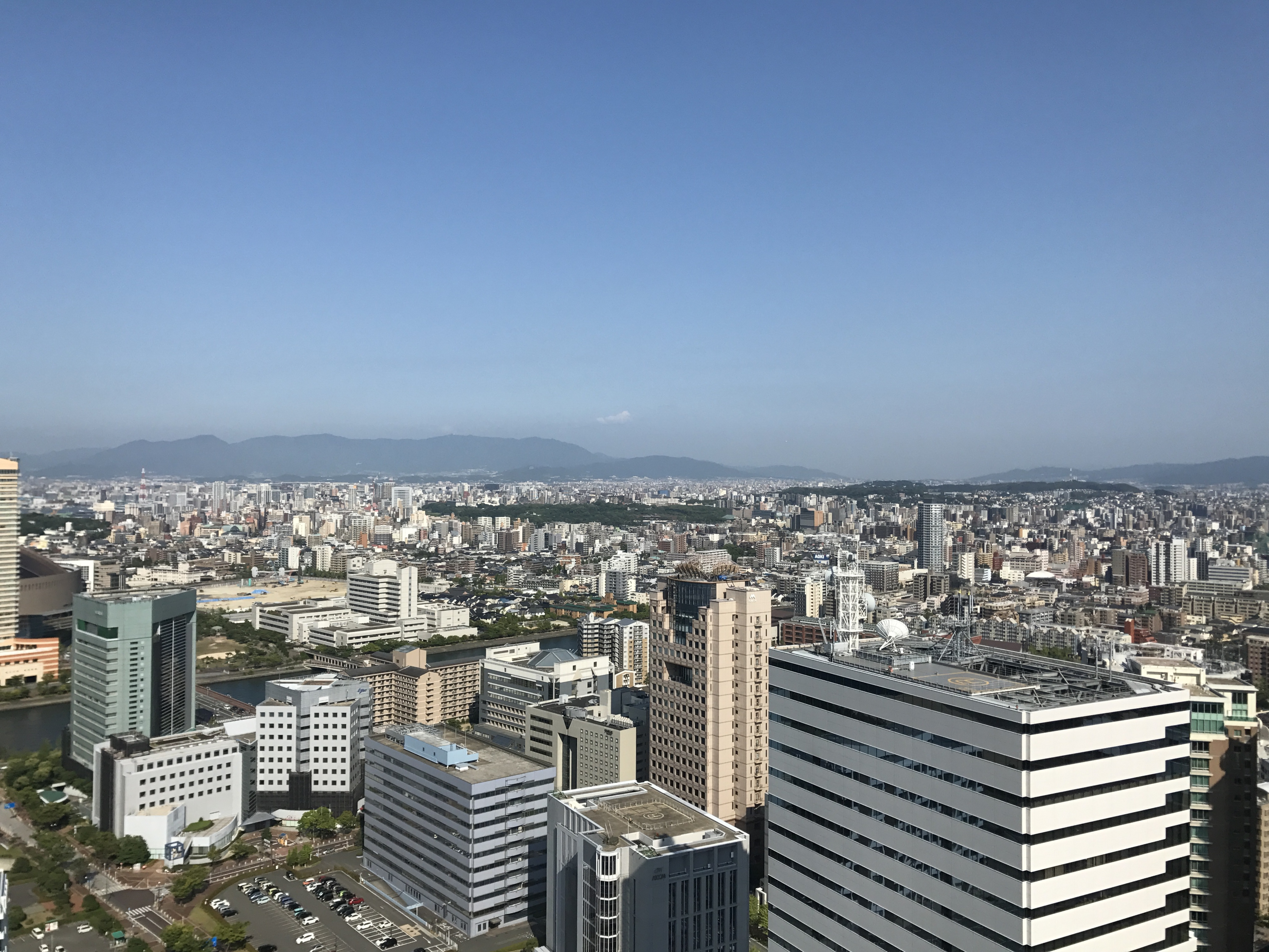
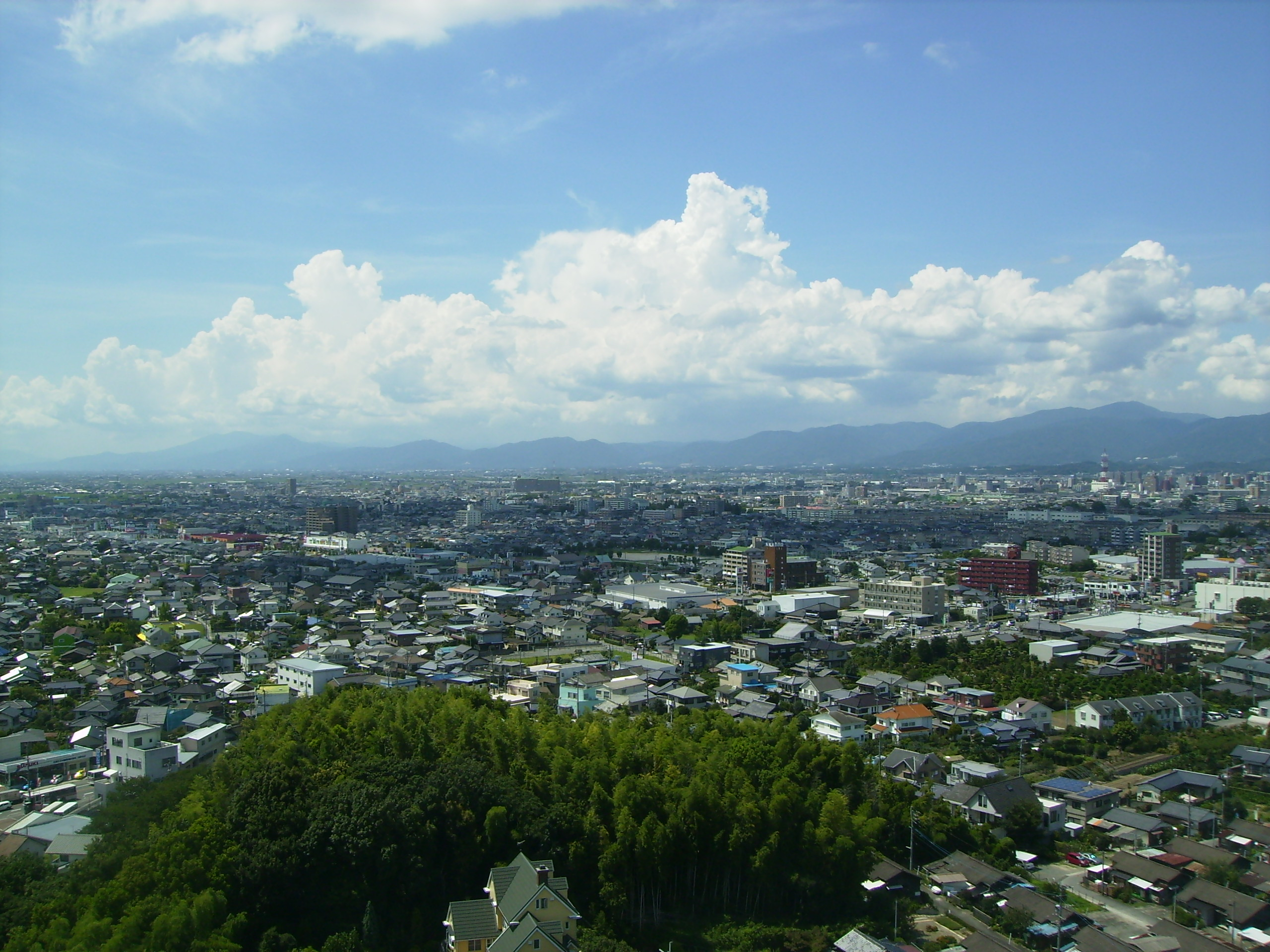

## أعلام
- أكينوبو يوكويوتشي
- كاني تاناكا
- كينتارو ساكاإي
- ماري كاوامورا
- شينجي ماكينو